# Slow It Down
«Slow It Down» — сингл шотландской певицы Эми Макдональд, выпущенный как ведущий сингл с её третьего студийного альбома Life in a Beautiful Light. Песня была выпущена 20 апреля 2012 года и написана Эми Макдональд и спродюсирована Питом Уилкинсоном (англ. Pete Wilkinson). Песня вошла в британский сингловый чарт под номером 45, её наивысшей чартовой позицией после того, как This Is the Life поднялся до № 28 в 2007 году. Песня также участвовала в чартах Австрии, Бельгии, Германии и Швейцарии.

## История
В интервью BBC Breakfast 11 июня 2012 года Эми сказала, что песня была о взятии ею паузы, замедлении темпа её жизни и прекращении всех сумасшествий на некоторое время.

## Музыкальное видео
Музыкальный клип песни, срежиссированный Пипом (Pip), был выпущен 9 мая 2012 года. Видео было снято в провинции Альмерия, в Испании, в частности, в пустыне Табернас и природном парке Кабо-де-Гата-Нихар.

## Живые выступления
2 июня 2012 года она исполнила песню в финале второй части польского X Factor вместе с польским женским коллективом The Chance, участвовавшим в конкурсе. 8 июня 2012 года она исполнила песню в шоу Алана Карра Summer Specstacular. 11 июня 2012 года песня была также исполнена в прямом эфире BBC Breakfast. 16 июня 2012 года Эми исполнила песню в телепередаче Loose Women. 7 июля 2012 года — на фестивале T in the Park 2012 в музыкальном баре King Tut's Wah Wah Hut, который расположен на улице Святого Винсента в Глазго, Шотландия.

## Список композиций
Цифровая загрузка
1. «Slow It Down» — 3:52

Немецкий 2-трековый сингл
1. «Slow It Down» — 3:52
2. «Human Spirit» — 2:06

## Чартовые позиции
| Чарт (2012)                                    | Пиковая позиция |
| ---------------------------------------------- | --------------- |
| Ирландия (IRMA)                                | 57              |
| Scottish Singles (The Official Charts Company) | 16              |

## Время выхода сингла в разных странах
| Страна         | Дата                | Формат            | Лейбл           |
| -------------- | ------------------- | ----------------- | --------------- |
| Бельгия        | 20 апреля 2012 года | Цифровая загрузка | Mercury Records |
| Великобритания | 20 апреля 2012 года | AirPlay           | Mercury Records |
| Италия         | 27 апреля 2012 года | AirPlay           | Mercury Records |
| Германия       | 4 мая 2012 года     | Сингл             | Mercury Records |
| Великобритания | 15 мая 2012 года    | Сингл             | Mercury Records |
| Италия         | 16 мая 2012 года    | Цифровая загрузка | Mercury Records |